# Celinowe Górki
Celinowe Górki – wzgórze o wysokości 297 m n.p.m. Znajduje się w Jaworznie w dzielnicy Jeleń, na południe od Góry Koniówki.